# Thomas R. Insel

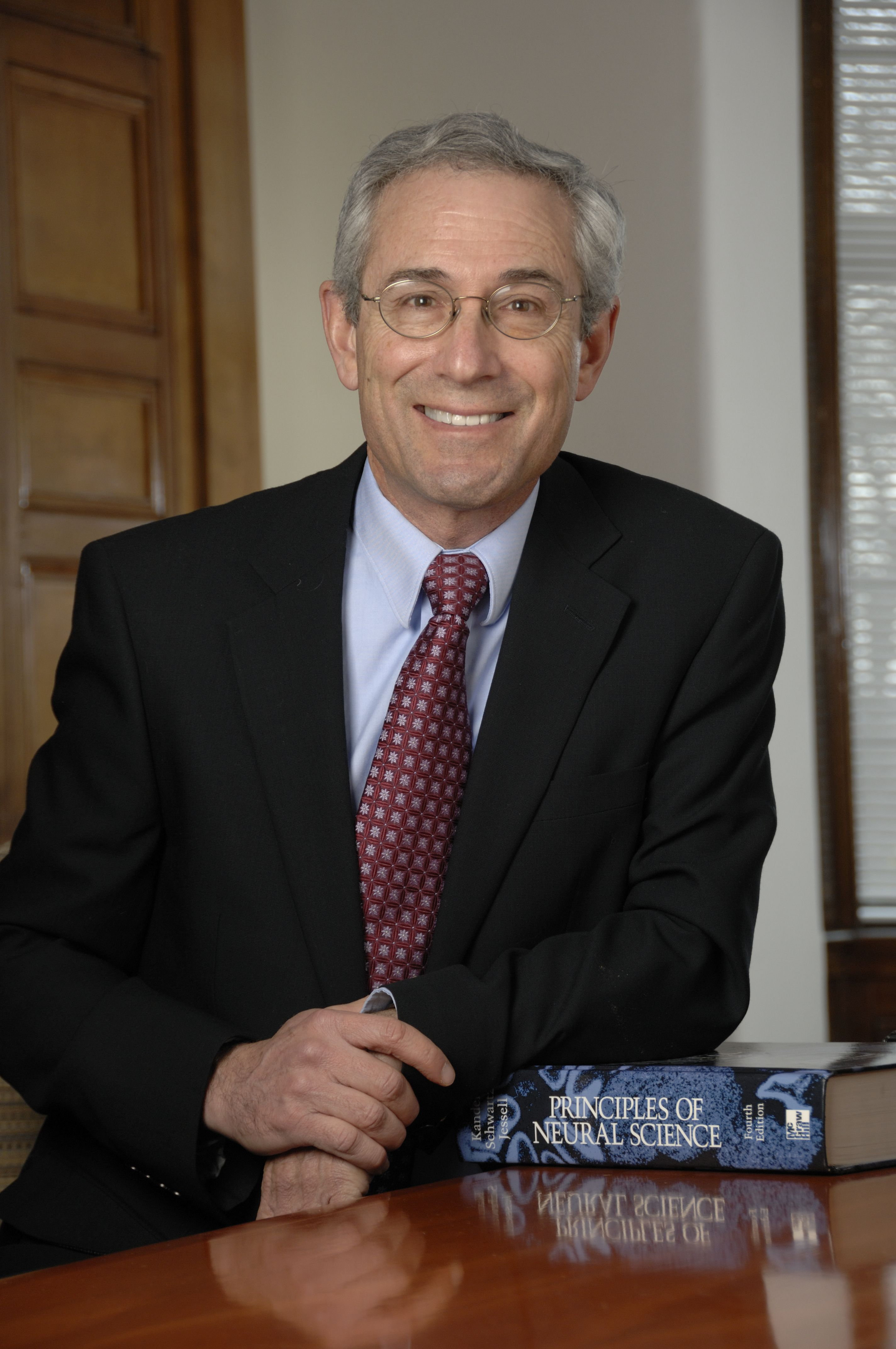
Thomas R. Insel, 2011

Thomas Roland Insel (* 19. Oktober 1951 in Dayton, Ohio, Vereinigte Staaten) ist ein US-amerikanischer Neurowissenschaftler.
Ab 1994 arbeitete er am Yerkes Regional Primate Research Center der Emory University. 1999 wechselte er an das Center for Behavioral Neuroscience, ebenfalls an der Emory University. Von 2002 bis 2015 leitete Insel das National Institute of Mental Health (NIMH). Von 2015 bis 2017 übernahm er die Leitung des Mental Health Team bei Verily (früher Google Life Sciences) in San Francisco. 2017 kam er zu dem 2014 gegründeten Silicon Valley start-up Mindstrong Health.
Eines seiner Forschungsgebiete sind die Neuropeptide Oxytocin und Vasopressin.

## Schriften
- Insel TR, Fernald RD.: How the brain processes social information: searching for the social brain. Annu Rev Neurosci. 2004;27:697-722. doi:10.1146/annurev.neuro.27.070203.144148.
- Insel, T. R., Volkow, N. D., Landis, S. C., Li, T. K., Battey Jr, J. F., & Sieving, P. (2004): Limits to growth: why neuroscience needs large-scale science. Nature Neuroscience, 7(5), 426–427.
- Insel, T.: Rethinking schizophrenia. Nature 468, 187–193 (2010). https://doi.org/10.1038/nature09552.
- Insel TR: The challenge of translation in social neuroscience: a review of oxytocin, vasopressin, and affiliative behavior. Neuron. 2010 Mar 25;65(6):768-79. doi:10.1016/j.neuron.2010.03.005.
- Insel T, Cuthbert B, Garvey M, Heinssen R, Pine DS, Quinn K, Sanislow C, Wang P: Research domain criteria (RDoC): toward a new classification framework for research on mental disorders. Am J Psychiatry. 2010 Jul;167(7):748-51. doi:10.1176/appi.ajp.2010.09091379.
- Mitautor in Collins, P., Patel, V., Joestl, S. et al. Grand challenges in global mental health. Nature 475, 27–30 (2011). https://doi.org/10.1038/475027a.
- Cuthbert, B.N., Insel, T.R. Toward the future of psychiatric diagnosis: the seven pillars of RDoC. BMC Med 11, 126 (2013). https://doi.org/10.1186/1741-7015-11-126.
- Insel TR: Bending the Curve for Mental Health: Technology for a Public Health Approach. Am J Public Health. 2019 Jun;109(S3):S168-S170. doi:10.2105/AJPH.2019.305077.
- Healing: Our Path from Mental Illness to Mental Health. (Penguin Random House, 2022)

## Auszeichnungen
- 2003: Mitglied des Institute of Medicine (heute National Academy of Medicine)[1]
- 2004: W. Alden Spencer Award
- 2010: Neuronal Plasticity Prize
- 2018: Ehrendoktorwürde der Fakultät Psychologie an der Universität Basel